# Red Planet
Red Planet är en amerikansk science fictionfilm från 2000 i regi av Antony Hoffman, med Val Kilmer, Carrie-Anne Moss, Tom Sizemore och Benjamin Bratt i rollerna.

## Handling
Året är 2057 och planeten Jorden är döende på grund av alla miljöförgiftningar. För att rädda mänskligheten har ett projekt startats för att göra jordens grannplanet mars till ett nytt hem. I årtionden har sonder med syrgastillverkande alger sänts till Mars för att syresätta planetens atmosfär. Allt ser ut att fungera, men en dag börjar syrenivån börjar sjunka och algerna försvinner i en rasande fart. Ett team av astronauter sänds till Mars för att undersöka algernas mystiska försvinnande.

## Rollista
| Val Kilmer       | – Robby Gallagher       |
| Carrie-Anne Moss | – Commander Kate Bowman |
| Benjamin Bratt   | – Liutenant Ted Santen  |
| Tom Sizemore     | – Dr. Quinn Burchenal   |
| Simon Baker      | – Chip Pettengill       |
| Terence Stamp    | – Dr. Bud Chantilas     |